# Palaiargia humida
Palaiargia humida är en trollsländeart som beskrevs av W. Foerster 1903. Palaiargia humida ingår i släktet Palaiargia och familjen dammflicksländor. IUCN kategoriserar arten globalt som livskraftig. Inga underarter finns listade i Catalogue of Life.